# Улица Ластекоду
У́лица Ла́стекоду (эст. Lastekodu tänav, с эст. — Детдомовская улица) — улица в Таллине, столице Эстонии.

## География
Пролегает в микрорайонах Келдримяэ и Юхкентали городского района Кесклинн. Начинается от улицы Лийвалайа, пересекается с улицами Лийвамяэ, Торупилли-отс, Кельдримяэ, Гилди, Одра и заканчивается на перекрёстке с улицей Мазина.
Протяжённость — 1113 м.

## История
Названия улицы в письменных источниках разных лет:  
- начало XIX века — Манежная улица, нем. Manegenstraße;
- вторая половина XIX века —  Сиротская улица, нем. Armenkinderstraße;
- 1882 год — Сиротская-Лютерская улица, нем. Luther Waisenhausstraße;
- 1885 год — эст. Vaestemaja tänav;
- 1907 год — Сиротско-Лютерская улица, Сиротская-Лютерская улица;
- 1908 год, 1910 год — эст. Lutre-Vaestekooli tänav;
- 1916 год — Сиротская-Лютерская улица;
- 1921 год — эст. Lutri-Vaestekooli tänav, Luteri-Vaestekooli tänav;
- 1923 год, 1938 год — эст. Lutri tänav, Lutheri-Vaestekooli tänav;
- 1942 год — нем. Kinderheimstraße.

Решениями Таллинского горсобрания от 17 января 1923 года было утверждено название улицы эст. Lutheri tänav, от 24 марта 1939 года — эст. Lastekodu tänav.
Общественный транспорт по улице не курсирует.

## Застройка
Улица имеет как историческую (XX век), так и современную застройку:

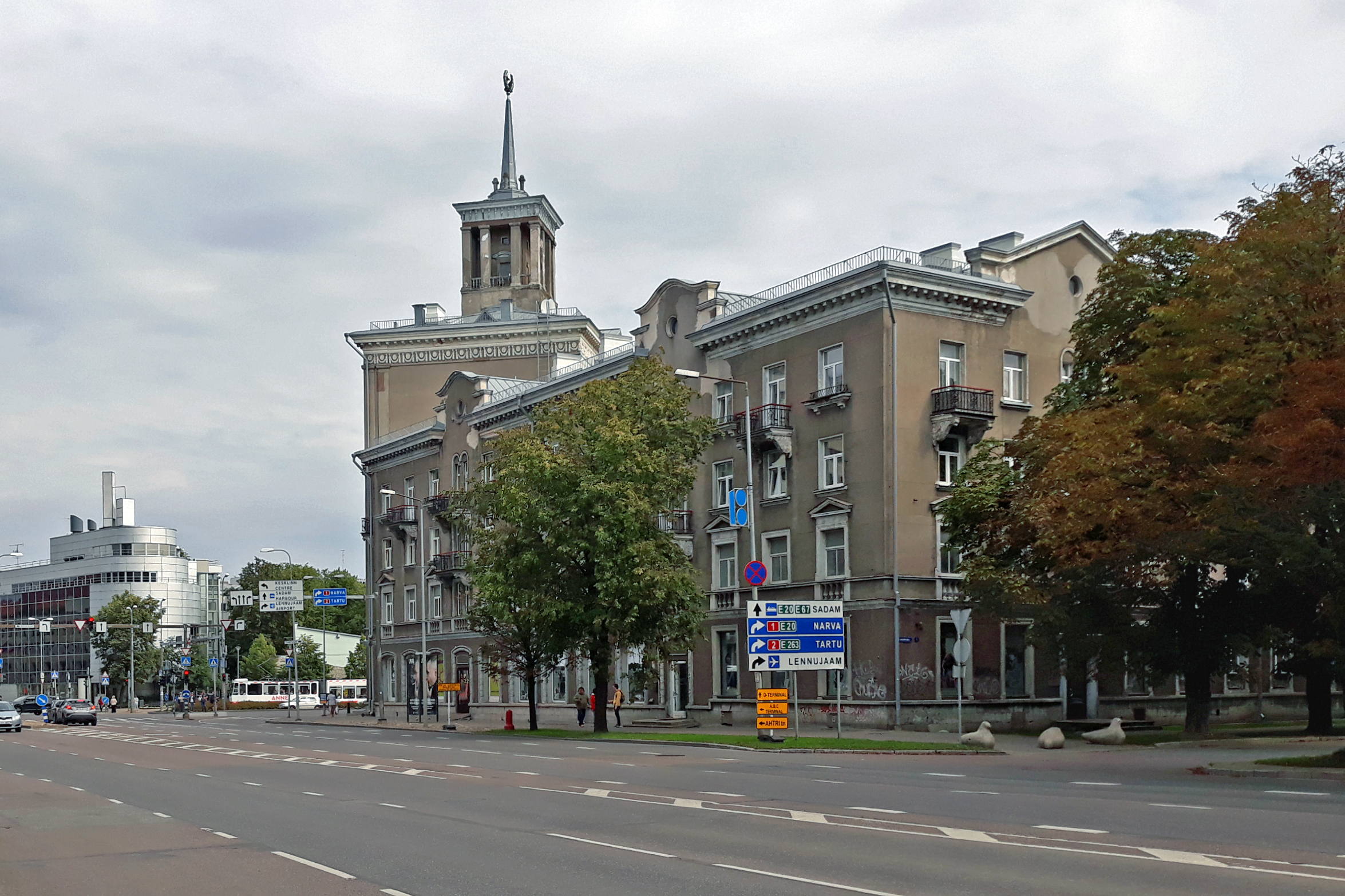
Дом 1 (Tartu mnt 24 / Lastekodu tn 1), памятник архитектуры

- дома 1, 3, 5 — многоквартирные дома т. н. жилого квартала завода «Двигатель», составляющие цельный ансамбль в стиле неоклассицизма, расположенный на участке между Тартуским шоссе, улицей Ластекоду и улицей В. Кингисеппа. Спроектированы в 1947–1956 годах архитектором Государственного союзного проектного института № 11 А. В. Власовым. Являются типичным примером использования в Эстонии общесоюзной практики проектирования в период первого послевоенного десятилетия. Все три здания внесены в Государственный регистр памятников культуры Эстонии как памятники архитектуры[6][7][8];
- дом 6 — 5-этажный квартирный дом, построен в 1961 году;
- дом 8 — 5-этажный квартирный дом, построен в 1963 году;
- дом 10 — 5-этажный панельный жилой дом, построен в 1983 году;
- дом 11 — 3-этажный жилой дом с торговыми помещениями на первом этаже, построен в 1940 году;
- дом 13 — 5-этажное здание, построенное в 1964 году; в советское время — общежитие технических училищ, в настоящее время квартирный дом;
- дом 15 — 5-этажный квартирный дом, построен в 1990 году;
- дом 18 — 5-этажный квартирный дом, построен в 1964 году;
- дом 22 — 5-этажный квартирный дом, построен в 1983 году;
- дом 25 — 5-этажное офисно-жилое здание, построено в 2007 году;
- дом 26 — 5-этажный квартирный дом 1975 года постройки;
- дом 29 — 4-этажный квартирный дом, построен в 2018 году;
- дом 39 — 5-этажный квартирный дом, построен в 1964 году;
- дом 43 — жилой дом служащих Государственного водочного завода (в настоящее время — ликёро-водочного завода «Liviko»)построенный в 1900 году; является частью комплекса памятников архитектуры (Lastekodu tn 43 // 45 // Masina tn 11 // Tartu mnt 76), внесённого в Государственный регистр памятников культуры Эстонии[9];
- дом 45 — промышленно-складское здание Государственного водочного завода, построенное в 1900 году; примечательный образец исторической промышленной архитектуры с элементами неоромантизма. Является частью комплекса памятников архитектуры (Lastekodu tn 43 // 45 // Masina tn 11 // Tartu mnt 76), внесённого в Государственный регистр памятников культуры Эстонии[9];
- дом 46 — Таллинский автовокзал. Здание построено в 1965 году, реконструировано в 2012 году[10].

## Предприятия
- Lastekodu tn 14 — продуктовый магазин торговой сети «Grossi»;
- Lastekodu tn 18 — магазин осветительных приборов «Валгусмааильм» (Valgusmaailm)[11];
- Lastekodu tn 45 — магазин «Liviko Cash&Carry» ликёро-водочного завода «Liviko»;
- Lastekodu tn 46 — Таллинский автобусный вокзал;
- Lastekodu tn 48 — бюро Эстонской кассы по безработице[эст.].

Улица Ластекоду
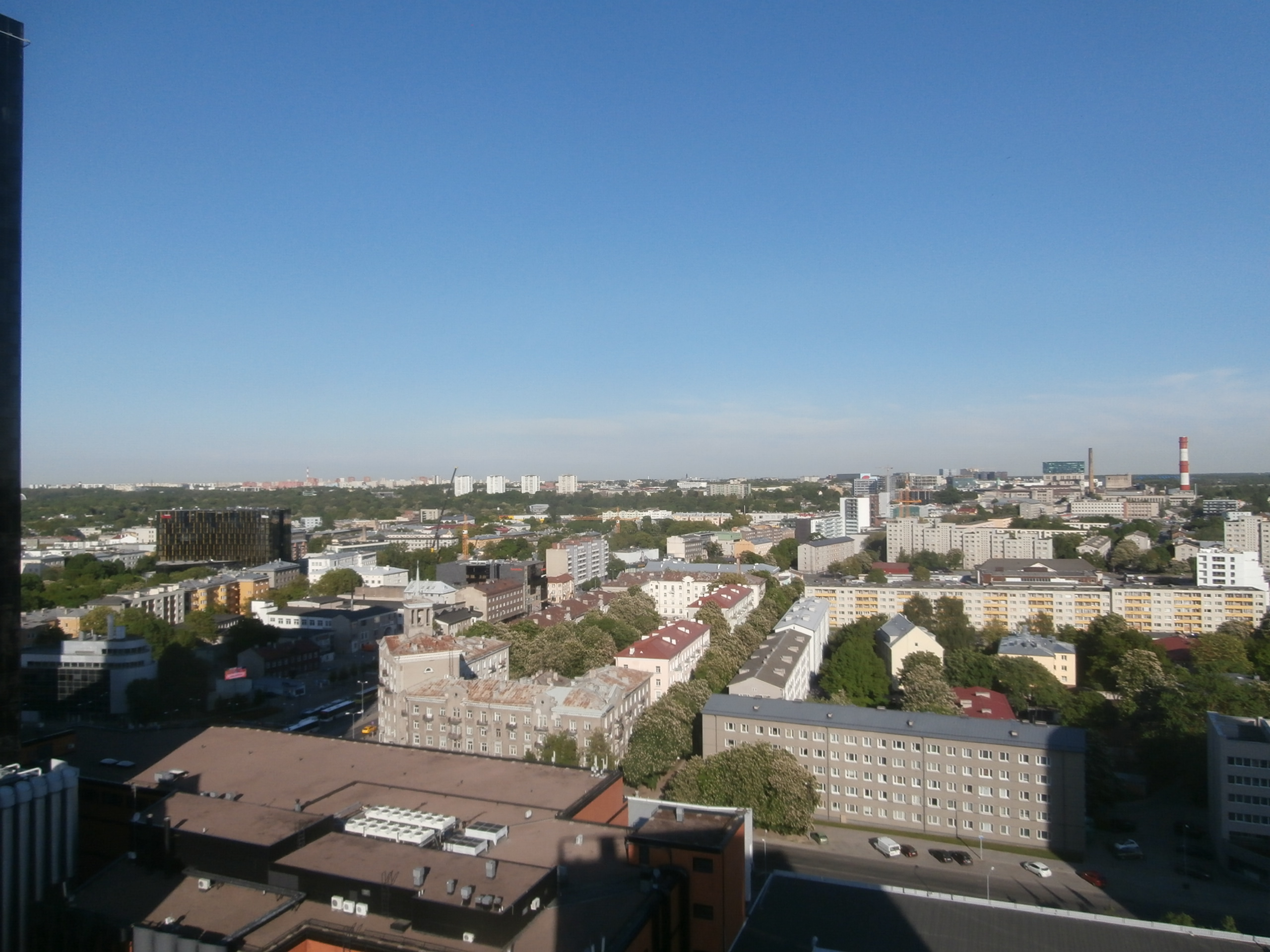
Начало улицы Ластекоду (в центре фото)
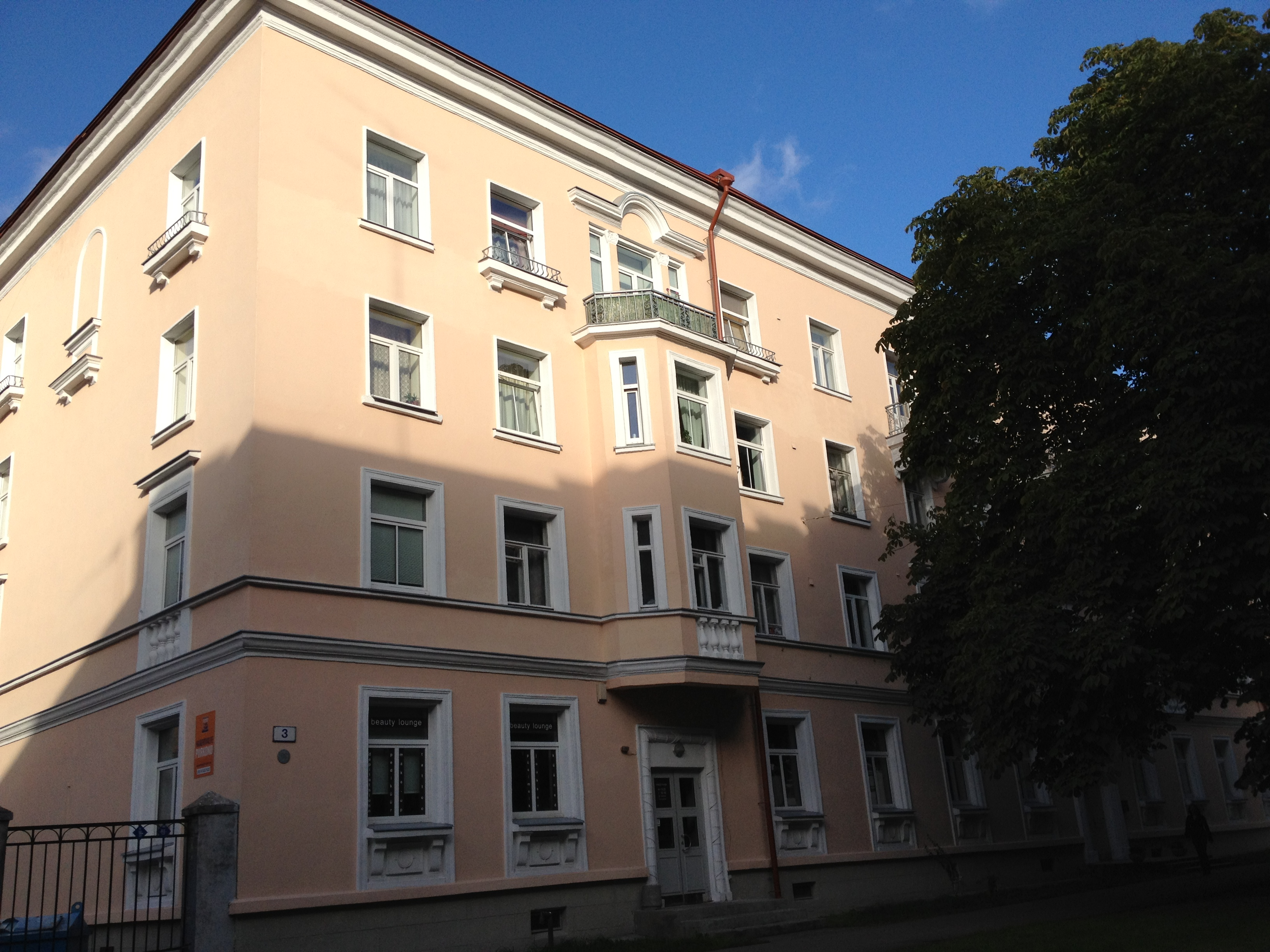
Дом 3, жилой квартал завода «Двигатель», памятник культуры
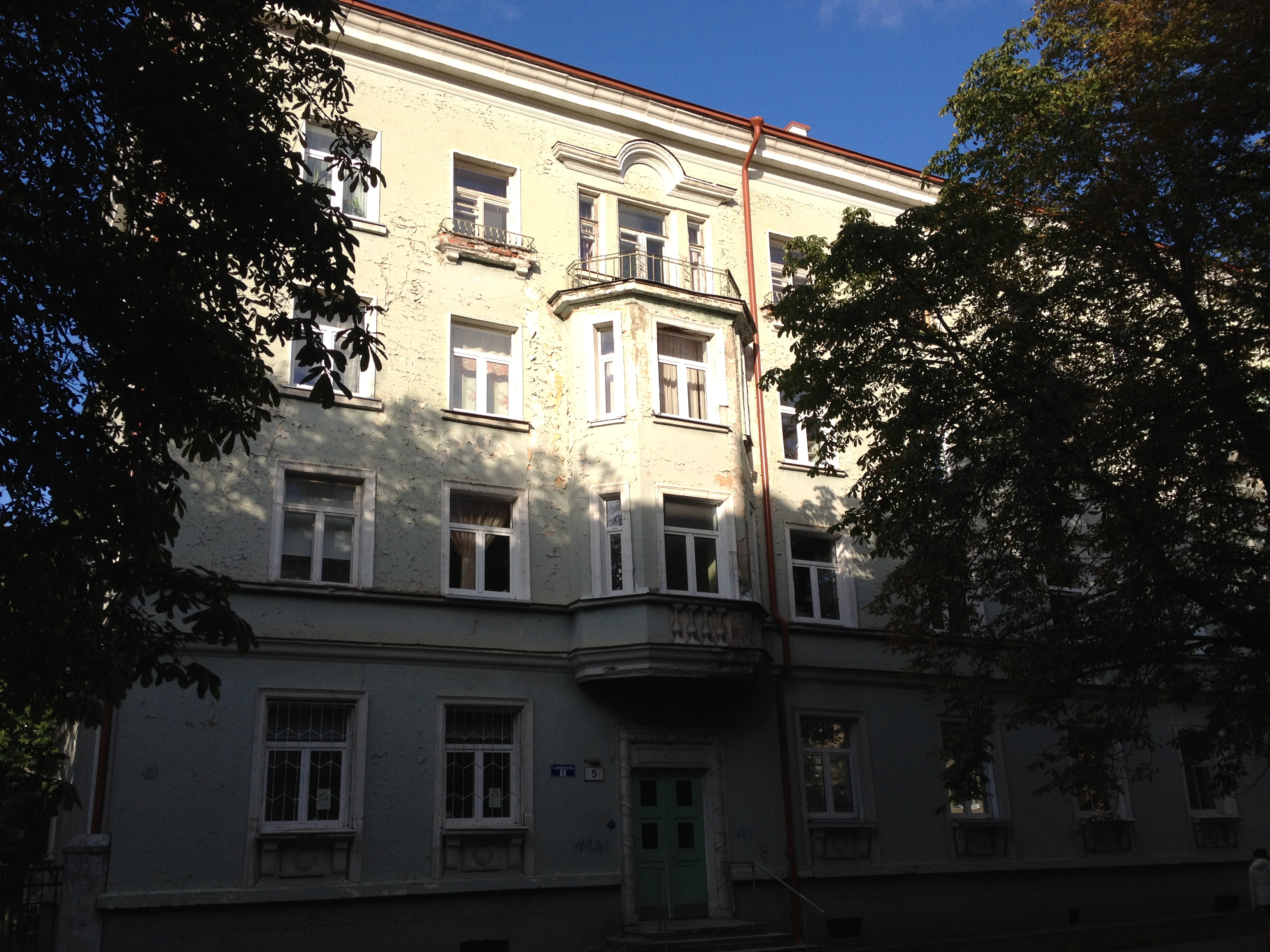
Дом 5, жилой квартал завода «Двигатель», памятник культуры
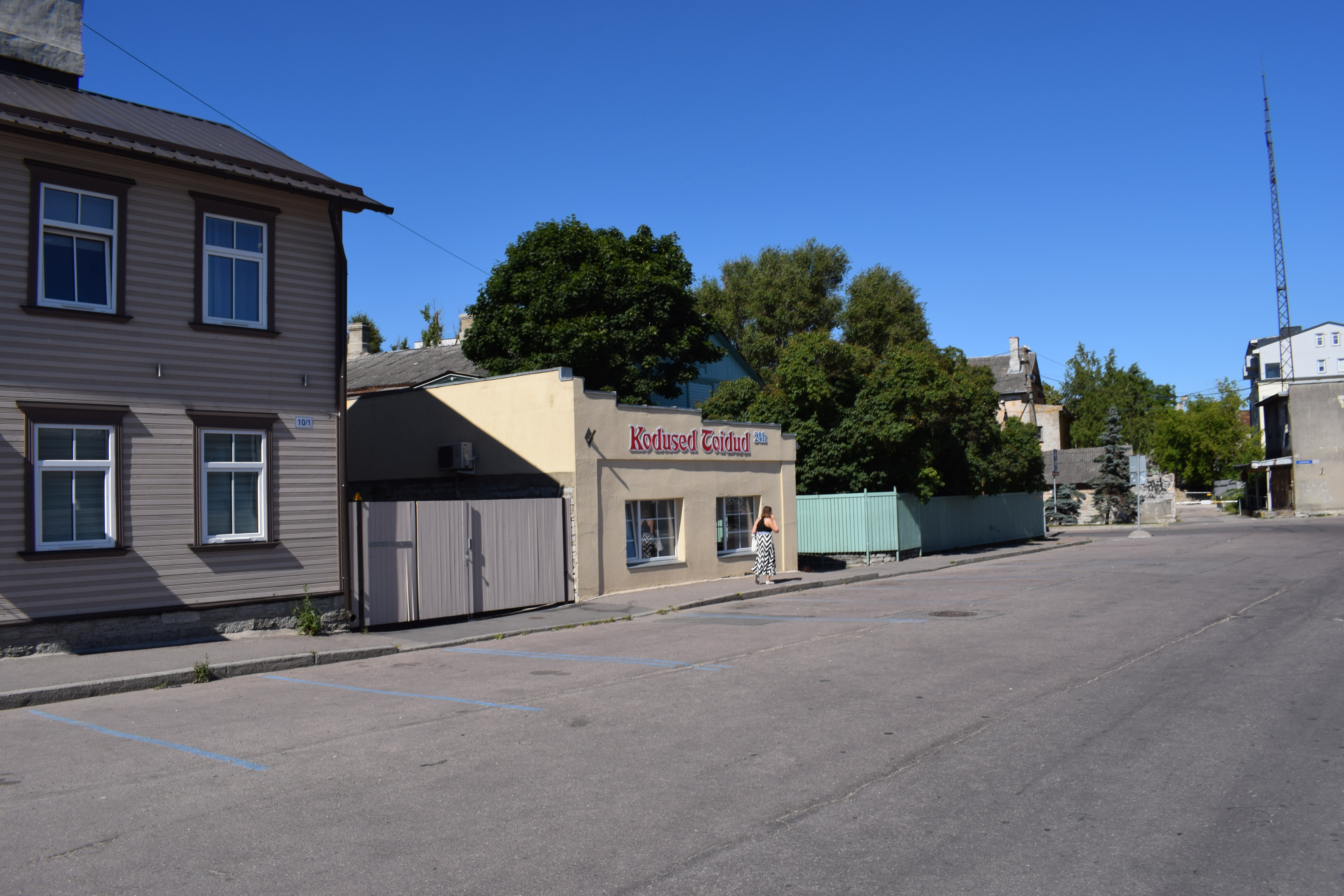
Дом 44
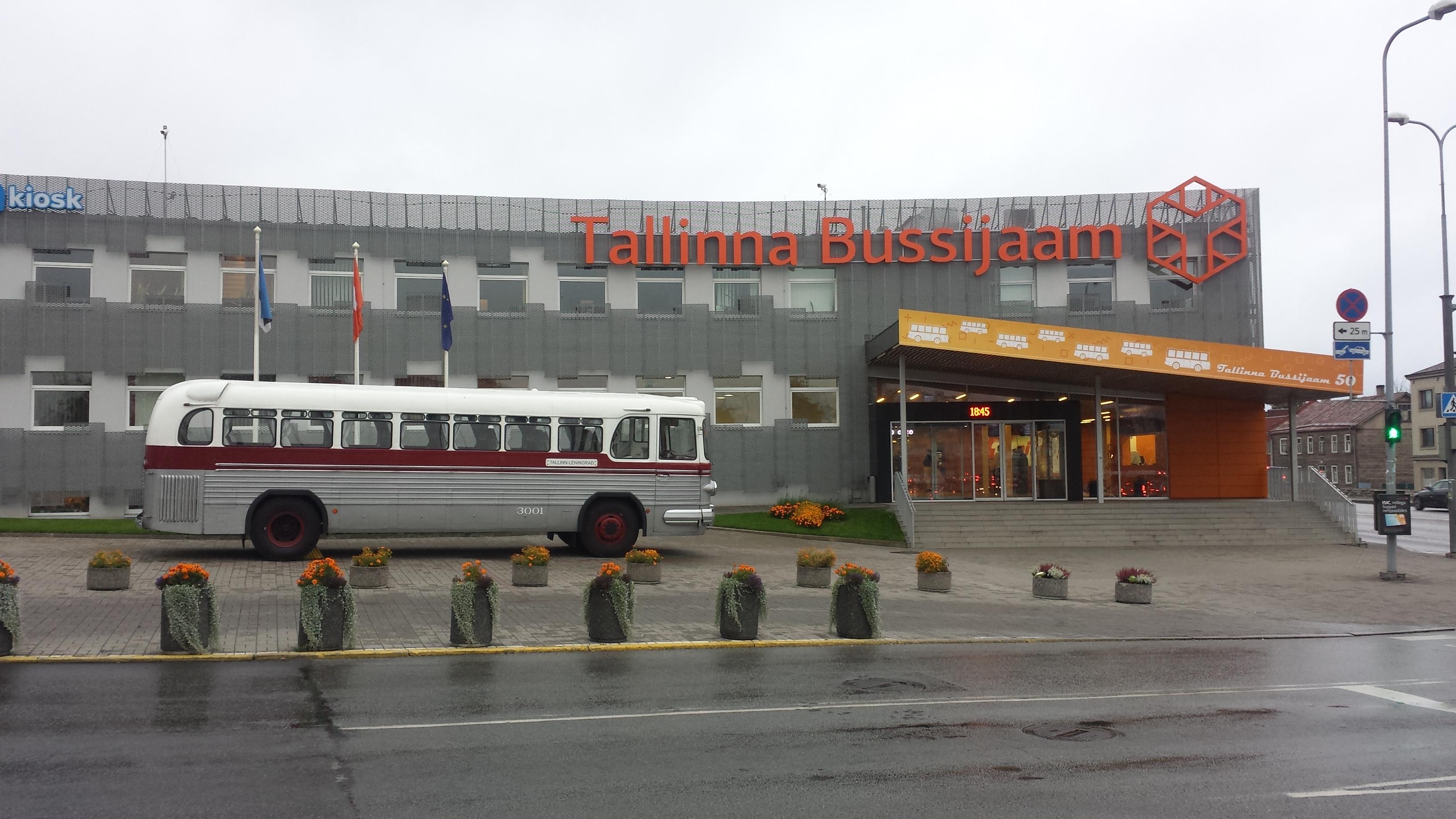
Дом 46, Таллинский автовокзал